# Zelotes lividus
Zelotes lividus är en spindelart som beskrevs av Cândido Firmino de Mello-Leitão 1943. 
Zelotes lividus ingår i släktet Zelotes och familjen plattbuksspindlar. Inga underarter finns listade i Catalogue of Life.